# University of Central Florida Women's Volleyball
La University of Central Florida Women's Volleyball è la squadra pallavolo femminile appartenente alla University of Central Florida, avente sede a Orlando (Florida): milita nella Big 12 Conference della NCAA Division I.

## Storia
Il programma di pallavolo femminile della Florida Technological University viene fondato nel 1975, assumendo la denominazione attuale appena tre anni più tardi, da Lucy McDaniel e viene affiliato alla AIAW, conquistando il titolo di Small College Division 1978. 
In seguito si trasferisce nella NCAA Division II, partecipando alla Sunshine State Conference, e poi in NCAA Division I, affiliandosi alla New South Women's Athletic Conference: dopo l'assorbimento di quest'ultima conference all'interno della Trans America Athletic Conference, le Knights migrano prima nella American South Conference e poi Sun Belt Conference, restando in entrambe le leghe per appena un'annata, affiliandosi quindi alla Atlantic Sun Conference.
Nel 1991 il programma viene affidato a Laura Smith ed è sotto la sua gestione che arrivano i primi risultati di rilievo: le Knights conquistano quattro titoli di conference e altrettante qualificazioni alla post-season, dove collezionano tre eliminazioni al primo turno e una al secondo. Con la gestione di Meg Colado, invece, vincono altre tre volte l'Atlantic Sun Conference, ma al torneo NCAA escono di scena sempre ai primi due turni. 
Nel 2008 l'incarico di allenatore passa a Todd Dagenais: durante la sua gestione il programma migra prima in Conference USA e poi in American Athletic Conference, dove conquista altri cinque titoli e altrettante qualificazioni alla post-season, ma senza mai superare il secondo turno. Nel 2023 si trasferisce nella Big 12 Conference.

## Palmarès
- AIAW Division II femminile: 1

1978

## Record
| Piazzamento          |    | Edizione                                                                                     |
| -------------------- | -- | -------------------------------------------------------------------------------------------- |
| Tornei NCAA          | 13 | Secondo turno: 5 1997, 2003, 2019, 2021, 2022                                                |
| Tornei NCAA          | 13 | Primo turno: 8 1994, 1995, 1996, 2001, 2002, 2014, 2018, 2020                                |
| Titoli di conference | 17 | Atlantic Sun Conference: 11 1986, 1987, 1992, 1993, 1994, 1995, 1996, 1997, 2001, 2002, 2003 |
| Titoli di conference | 17 | American Athletic Conference: 6 2014, 2018, 2019, 2020, 2021, 2022                           |

## Conference
- Sunshine State Conference: 1982-1983
- New South Women's Athletic Conference[3]: 1985-1989
- American South Conference: 1990
- Sun Belt Conference: 1991
- Atlantic Sun Conference[1]: 1992-2004
- Conference USA: 2005-2012
- American Athletic Conference: 2013-2022
- Big 12 Conference: 2023-

## All-America

### First Team
- McKenna Melville (2022)

### Third Team
- McKenna Melville (2021)

## Allenatori
- Lucy McDaniel: 1975-1979
- Carmen Pennick: 1980-1981
- Lyn King: 1982-1987
- Dee Dee McClemmon: 1988-1990
- Laura Smith: 1991-1997
- Miriam Ochoa: 1998
- Meg Colado: 1999-2007
- Todd Dagenais: 2008-

## Denominazioni precedenti
- 1975-1978: Florida Technological University Women's Volleyball